# 眞壁小百合
眞壁　小百合（まかべ さゆり、1991年11月11日 - ）は、大人アイドルユニット「DREAMING MONSTER」（通称：ドリモン）の元メンバー（第2期）。グループでのイメージカラーは白色。愛称は「さゆりん」。
埼玉県出身。血液型はA型。身長は161cm。足のサイズは23.5cm。所属事務所は、TWIN PLANET。

## 経歴
中学2年生の時に人前で歌ったのを褒められたことがきっかけで歌手を目指すようになる。高校生の時にオーディションを経て、音楽活動を開始。2009年デビュー。しかし19歳の時に声帯結節に罹り、20歳の時に手術。のどを休ませるためにその後は音楽活動を休止する。WEBモデルとして活躍後、再び歌を歌いたい気持ちが強くなって、大人アイドルユニット「DREAMING MONSTER」の追加メンバーオーディションに参加、2015年10月31日に合格する。
動画配信サイト「SHOWROOM」で1位を獲得し、その後の最終面談で合格を果たした。
「25歳までに何でもチャレンジしよう」という目標があったことと、映画「…and LOVE」の主題歌をDREAMING MONSTERが担当したこともきっかけとなり、それまで無縁だと思っていたというグラビアも始める。アピールポイントはくびれだと言う。

## 出演

### テレビ
- アリよりのアリ～理想の男女をビジュアル化～（2015年、TBS）

### 映画
- 新宿スワン（2015年） - キャバ嬢役

### 動画配信サイト
- Abema TV FRESH !「アイドル専門学校ドリモン学科」（2016年5月～） - 毎月
- ツイキャス「@sayumint_11」 - 不定期
- SHOWROOM「♡さゆりんまにあっく♡DREAMING MONSTER♡」 - 不定期

店舗
- Carnival☆Stars原宿ALTA店 - 不定期

## 人物
- 見た目と声にギャップがある
- 趣味はファッション、メイク[2]。
- チョコミントが大好物[3]。
- 口癖は、「かまちょ」「キレてないですよ」。
- 特技はヘアアレンジ[2]。美容師並みに上手い。
- チャームポイントは唇の上のほくろ。
- 大の虫嫌い[4]だが、自身の虫歯は1本もない[5]。
- 家族思いで旅行へ行ったりしている。
- 好きな動物は「うさぎ」で[6]ファンから「さゆりん特製うさぎTシャツ」をもらったこともあり、動画配信サイト「SHOWROOM」での配信の際に着て登場することも。
- ポジティブでいつも元気なので、ファンも自然に元気になるという。
- 酒が好きだが喉が弱いため事務所から控えるように言われている。